# رن (خواننده)
چوی مین گی (کره‌ای: 최민기؛ زادهٔ ۳ نوامبر ۱۹۹۵) که به‌طور حرفه‌ای با نام رن (کره‌ای: 렌) شناخته می‌شود، خواننده، بازیگر و مجری تلویزیونی اهل کره جنوبی است. او حرفهٔ خود را در سال ۲۰۱۲ به عنوان وکالیست گروه پسرانه کره جنوبی نوایست آغاز کرد. پس از اتمام قراردادش با پلدیس انترتینمنت در مارس ۲۰۲۲، رن فعالیت انفرادی خود را زیر نظر بی‌پی‌ام انترتینمنت آغاز کرد.